# Hyposmocoma subocellata
Hyposmocoma subocellata là một loài bướm đêm thuộc họ Cosmopterigidae. Nó là loài đặc hữu của Maui. Loài địa phương ở Haleakala, ở đó nó was collected on an altitude between 4,000 và 5,000 feet.